# Birmingham Airport
Luchthaven Birmingham (Engels: Birmingham International Airport) (IATA: BHX, ICAO: EGBB), nabij de Engelse stad Birmingham, is de zevende drukste luchthaven van Engeland, na de Londense luchthavens, Manchester Airport en Edinburgh Airport. In 2022 handelde de luchthaven 9,5 miljoen passagiers en 65.000 vliegbewegingen af.
Het vliegveld werd geopend op 8 juli 1939. Na het uitbreken van de Tweede Wereldoorlog werd het in gebruik genomen voor militaire doeleinden door de RAF. In 1946 kon Birmingham Airport weer als vliegveld voor de burgerluchtvaart in gebruik worden genomen

## Passagiersaantallen
Het aantal passagiers en vliegbeweging per jaar:
|      | Aantal passagiers | Vliegbewegingen |
| ---- | ----------------- | --------------- |
| 1997 | 6.025.485         | 79.880          |
| 1998 | 6.709.086         | 88.332          |
| 1999 | 7.013.913         | 98.749          |
| 2000 | 7.596.893         | 108.972         |
| 2001 | 7.808.562         | 111.008         |
| 2002 | 8.027.730         | 112.284         |
| 2003 | 9.079.172         | 116.040         |
| 2004 | 8.862.388         | 109.202         |
| 2005 | 9.381.425         | 112.963         |
| 2006 | 9.147.384         | 108.658         |
| 2007 | 9.226.340         | 114.679         |
| 2008 | 9.627.589         | 112.227         |
| 2019 | 12.650.607        | 109.357         |
| 2022 | 9.597.485         | 65.644          |